# Busan Open Challenger 2006
Il Busan Open Challenger 2006 è stato un torneo di tennis facente parte della categoria ATP Challenger Series nell'ambito dell'ATP Challenger Series 2006. Il torneo si è giocato a Pusan, in Corea del Sud, dal 29 maggio al 4 giugno 2006, su campi in cemento.

## Vincitori

### Singolare
Lee Hyung-taik ha battuto in finale  Danai Udomchoke con il punteggio di 6–3, 6–2.

### Doppio
Scott Lipsky /  Todd Widom hanno battuto in finale  Robert Kendrick /  Cecil Mamiit con il punteggio di 6–3, 6(2)–7, [10–7].